# Wohn- und Wirtschaftsgebäude Rotenburger Straße 54
Das Wohn- und Wirtschaftsgebäude Rotenburger Straße 54, an einer Stichstraße der Bundesstraße 71, in der niedersächsischen Gemeinde Hemsbünde, wurde zum Anfang des 19. Jahrhunderts gebaut. Aktuell (2025) wird es zum Wohnen genutzt.
Das Gebäude steht unter Denkmalschutz (siehe auch Liste der Baudenkmale in Hemsbünde).

## Geschichte und Beschreibung
Hemsbünde gehört zur heutigen Samtgemeinde Bothel im Landkreis Rotenburg (Wümme).
Das eingeschossige traufständige Gebäude als Vierständer-Hallenhaus in Fachwerk mit Steinausfachungen, reetgedecktem Krüppelwalmdach, Niedersachsengiebel mit Uhlenloch, Pferdeköpfen, Ladeluke und Grooter Door mit Korbbogen wurde 1819 (Inschrift) gebaut. Das Innengerüst im Dielenbereich ist erhalten. Ein massiver Anbau erfolgte an der südlichen Traufseite.
Das Landesdenkmalamt befand u. a.: „… eher selten vetretener Typ eines Vierständerbaus ….“